# Омнопон
Омнопон (медицинский опиум) — смесь гидрохлоридов алкалоидов опиумного мака. Содержит 48—50% морфина и 32—35% других алкалоидов, таких как кодеин, тебаин, папаверин и наркотин.
Синонимы: Dormopon, Opialum, Pantopon, Papaveratum, Sompon.
Растворы омнопона содержат в 1 мл 1% раствора (и соответственно в 1 мл 2% раствора): морфина гидрохлорида 6,7 мг (13,4 мг), наркотина 2,7 мг (5,4 мг), папаверина гидрохлорида 0,36 мг (0,72 мг), кодеина 0,72 мг (1,44 мг), тебаина 0,05 мг (0,1 мг); рН растворов 2,5—3,5.

## Показания к применению
Показания те же, что и для морфина. Назначают внутрь или под кожу. Омнопон иногда лучше переносится, чем морфин, реже вызывает развитие спазмов гладкой мускулатуры. Назначают омнопон взрослым в дозе 0,01—0,02 г на приём; под кожу вводят взрослым по 1 мл 1% или 2% раствора. Детям старше 2 лет назначают по 0,001—0,0075 г омнопона на приём в зависимости от возраста.
Высшие дозы для взрослых (внутрь или под кожу): разовая 0,03 г, суточная 0,1 г.

## Противопоказания
При применении омнопона могут развиться привыкание и болезненное пристрастие. Противопоказания такие же, как для морфина.

## Физические свойства
Порошок от кремового до коричневато-жёлтого цвета. Растворим в воде (1:15), трудно растворим в спирте (1:50). Водный раствор при взбалтывании сильно пенится.

## Форма выпуска
Формы выпуска: порошок; 1% и 2% растворы в ампулах по 1 мл.

## Хранение
Хранение: список А. В хорошо укупоренной таре, предохраняющей от действия света; ампулы — в защищённом от света месте. С соблюдением правил хранения наркотических веществ.